# Université de Westminster
L'université de Westminster est une université publique anglaise située à Londres.  
L'université a été fondée en 1838 sous le nom de Royal Polytechnic Institution. En 1881, elle est renommée en Regent Street Polytechnic et, en 1970, elle est renommée Polytechnic of Central London (PCL), appellation qu'elle conserve jusqu'en 1992 quand elle reçoit son intitulé actuel.

## Composantes
- École d'architecture et d'environnement de la construction
- École d'électronique et d'informatique
- École de droit
- École des sciences du vivant
- École des médias, des arts, et du design
- École des sciences sociales, humaines, et des langues
- École de commerce de Westminster

## Personnalités liées à l'université

### Étudiants
- Susan Cunliffe-Lister
- Roger Waters
- Richard Wright (musicien)
- Nick Mason
- Vivienne Westwood